# 2つのスケルツォ (シューベルト)
2つのスケルツォ（原題：Zwei Scherzi）D593は、フランツ・シューベルトが1817年に作曲したピアノのための小品。出版は死後の1871年。
2曲とも演奏技術的には多くを求めないが、親しみやすく愛らしいスケルツォ。演奏時間も短く5分程度。このため年少者用のピアノ作品として紹介されたこともある。

## 第1曲
Allegretto
変ロ長調。複合三部形式。4分の3拍子。効果的なアルペジョの3連符が右手旋律に光る。左手はリズムを刻む程度。中間部は変ホ長調。左手の音階が右手のふくよかな旋律を支える。

## 第2曲
Allegretto moderato
変ニ長調。4分の3拍子。前作よりも落ち着いた旋律。主題はF-As-As-Es-Fの重厚な和声。右手のアルペジョ3連符が美しい。中間部は同時期の作品（ピアノ・ソナタ第7番）の第3楽章トリオと同じもの。変イ長調。